# Kriegeriella transiens
Kriegeriella transiens är en svampart som beskrevs av Höhn. 1918. Kriegeriella transiens ingår i släktet Kriegeriella och familjen Pleosporaceae.   Inga underarter finns listade i Catalogue of Life.